# 郭杲
郭杲（?—1201年），宋朝政治人物，名将郭浩之子。
淳熙年间，历任镇江府驻扎御前武锋军都统制兼知扬州事、京西南路安抚使兼知襄阳府事、鄂州江陵府驻扎御前诸军副都统制、鄂州江陵府驻扎御前诸军都统制。淳熙末年，官至主管殿前司公事、殿前司副都指揮使、武功大夫、和州防禦使。绍熙二年（1191年）九月，落階官。四年（1193年）七月，除宜州觀察使。五年（1194年）七月，參與知枢密院事趙汝愚、工部尚书趙彥逾、吏部司員外郎葉適、左司郎中徐誼、右武大夫、知閤门事兼客省四方館事韓侂冑等人的禪位之謀，與知樞密院事赵汝愚等人“夜以兵卫南北内”意圖光宗退位，韓侂冑请太皇太后垂簾聽政，郭杲“以军五百至祥禧殿前，祈请御宝”，逼光宗退位，立其子嘉王赵扩为帝，是为宋宁宗，史稱绍熙内禅。事后，郭杲因定策之功，授武康軍節度使。慶元二年（1196年）十一月，為太尉。六年（1200年），為興州駐扎御前諸軍都統制。
是年（1200年）秋天，有興州駐扎御前摧鋒踏白兩軍戍卒张威等百餘人逃入黑谷為盜，入北境者二十七人由金國捕獲移交興州駐扎御前諸軍都統制司，郭杲杀之而不上報。嘉泰元年（1201年），卒於興州，韩侂胄以郭杲侄金州观察使郭倪主管殿前司公事。